# Schiavi di Abruzzo
Schiavi di Abruzzo – miejscowość i gmina we Włoszech, w regionie Abruzja, w prowincji Chieti.
Według danych na rok 2004 gminę zamieszkiwały 1403 osoby, 31,2 os./km².

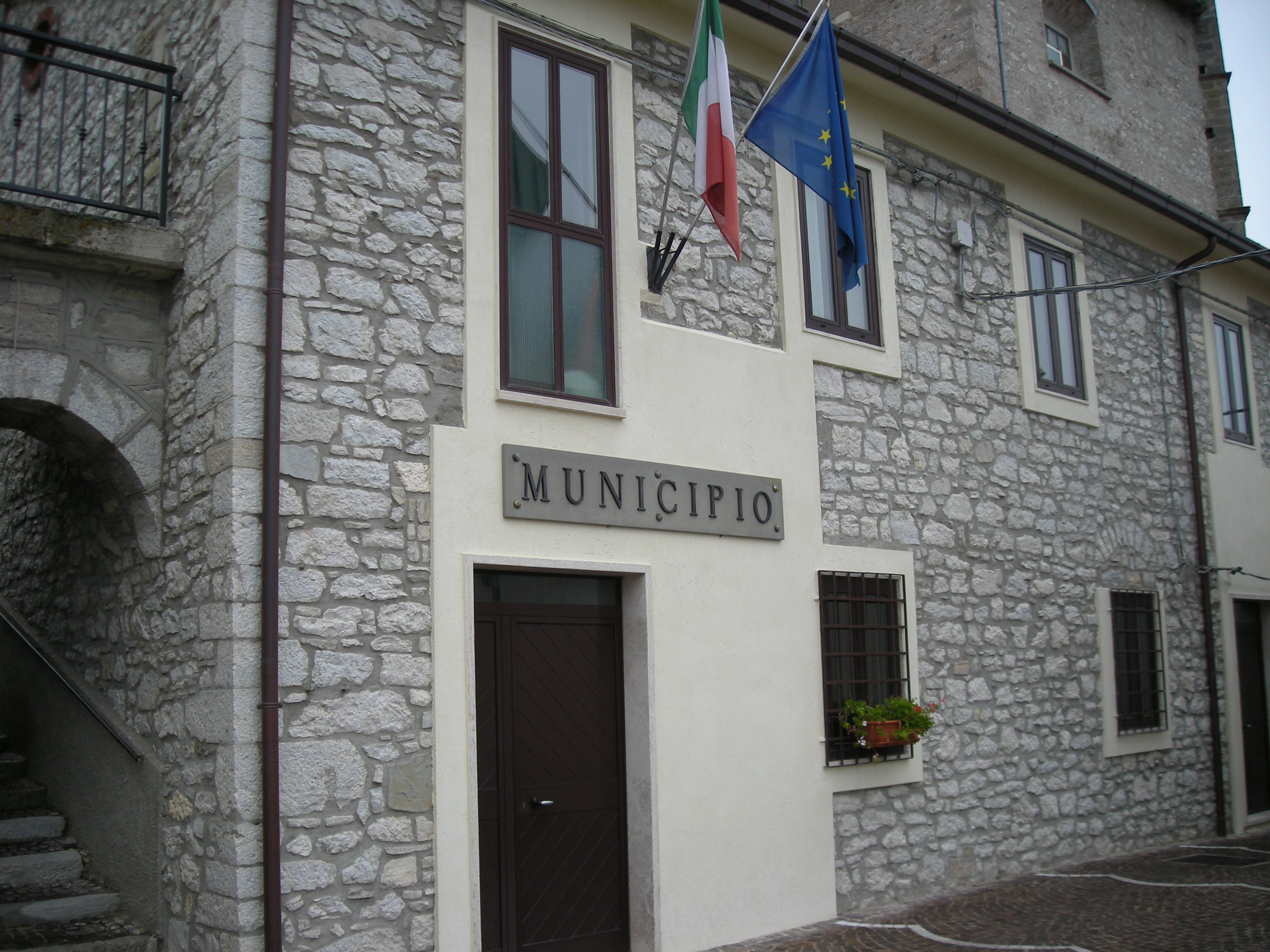
Ratusz w Schiavi di Abruzzo